# Christian Früchtl
Christian Früchtl (Bischofsmais, 28 de enero de 2000) es un futbolista alemán. Juega como portero y milita en la U. S. Lecce de la Serie A de Italia.

## Trayectoria

### Inicios
Comenzó su carrera en categorías inferiores en el SV Bischofsmais de su ciudad natal, antes de pasar al SpVgg Grün-Weiss Deggendorf. En 2014, pasó a la cantera del Bayern de Múnich.
En 2017 ganó la Bundesliga sub-17 con el equipo sub-17 del Bayern, apareciendo 14 veces durante la temporada. Früchtl también jugó 7 veces con el equipo sub-19 del Bayern durante la temporada 2016-17, terminando como subcampeón de la Bundesliga sub-19.

### Bayern de Múnich
Comenzó su carrera sénior en el Bayern de Múnich II en la temporada 2017-18, debutando en la Regionalliga Bayern el 15 de agosto de 2017 en un empate 2-2 contra el VfR Garching. Debutó como profesional con el equipo de reserva en la 3. Liga el 20 de julio de 2019, siendo titular en el partido fuera de casa contra el Wurzburgo Kickers.
El 7 de agosto de 2020 se incorporó al 1. F. C. Núremberg de la 2. Bundesliga en calidad de cedido por una temporada.

## Selección nacional
Ha progresado en algunas de las selecciones juveniles de Alemania, incluyendo cinco convocatorias con la selección sub-17 de 2016 a 2017.

## Estadísticas

### Clubes
Actualizado al último partido disputado el 20 de agosto de 2023.
| Bayern de Múnich II · Alemania        | 4.ª           | 2017-18       | 20  | 17  | ― | ― | ―  | ―  | 20  | 17  |
| Bayern de Múnich II · Alemania        | 4.ª           | 2018-19       | 17  | 11  | ― | ― | ―  | ―  | 17  | 11  |
| Bayern de Múnich II · Alemania        | 3.ª           | 2019-20       | 27  | 46  | ― | ― | ―  | ―  | 27  | 46  |
| Bayern de Múnich II · Alemania        | 4.ª           | 2021-22       | 7   | 11  | ― | ― | ―  | ―  | 7   | 11  |
| Bayern de Múnich II · Alemania        | Total club    | Total club    | 71  | 85  | 0 | 0 | 0  | 0  | 71  | 85  |
| Bayern de Múnich · Alemania           | 1.ª           | 2021-22       | 1   | 0   | 0 | 0 | 0  | 0  | 1   | 0   |
| Bayern de Múnich · Alemania           | Total club    | Total club    | 1   | 0   | 0 | 0 | 0  | 0  | 1   | 0   |
| F. K. Austria Viena · Austria         | 1.ª           | 2022-23       | 34  | 54  | 3 | 3 | 7  | 17 | 44  | 74  |
| F. K. Austria Viena · Austria         | 1.ª           | 2023-24       | 4   | 5   | 0 | 0 | 4  | 7  | 8   | 12  |
| F. K. Austria Viena · Austria         | Total club    | Total club    | 38  | 59  | 3 | 3 | 11 | 24 | 52  | 86  |
| Total carrera                         | Total carrera | Total carrera | 110 | 144 | 3 | 3 | 11 | 24 | 124 | 171 |
| (1) Hace referencia a goles encajados |               |               |     |     |   |   |    |    |     |     |

## Palmarés

### Títulos nacionales
| Título                | Club                | País     | Año  |
| --------------------- | ------------------- | -------- | ---- |
| Supercopa de Alemania | Bayern de Múnich    | Alemania | 2017 |
| Bundesliga            | Bayern de Múnich    | Alemania | 2018 |
| Supercopa de Alemania | Bayern de Múnich    | Alemania | 2018 |
| Bundesliga            | Bayern de Múnich    | Alemania | 2019 |
| Copa de Alemania      | Bayern de Múnich    | Alemania | 2019 |
| Bundesliga            | Bayern de Múnich    | Alemania | 2020 |
| 3. Liga               | Bayern de Múnich II | Alemania | 2020 |
| Copa de Alemania      | Bayern de Múnich    | Alemania | 2020 |